# Новінське (Галицький район)
Новінське (рос. Новинское) — присілок в Галицькому районі Костромської області Російської Федерації.
Населення становить 0 осіб. Входить до складу муніципального утворення Степановське сільське поселення.

## Історія
У 1936-1944 року населений пункт перебував у складі Ярославської області. Від 1944 належить до Костромської області.
Від 2007 року входить до складу муніципального утворення Степановське сільське поселення.

## Населення
| 1872 | 1897 | 1907 | 2008 | 2010 | 2012 | 2014 |
| ---- | ---- | ---- | ---- | ---- | ---- | ---- |
| 21   | ↗49  | ↗51  | ↘0   | →0   | →0   | →0   |